# Umidificador

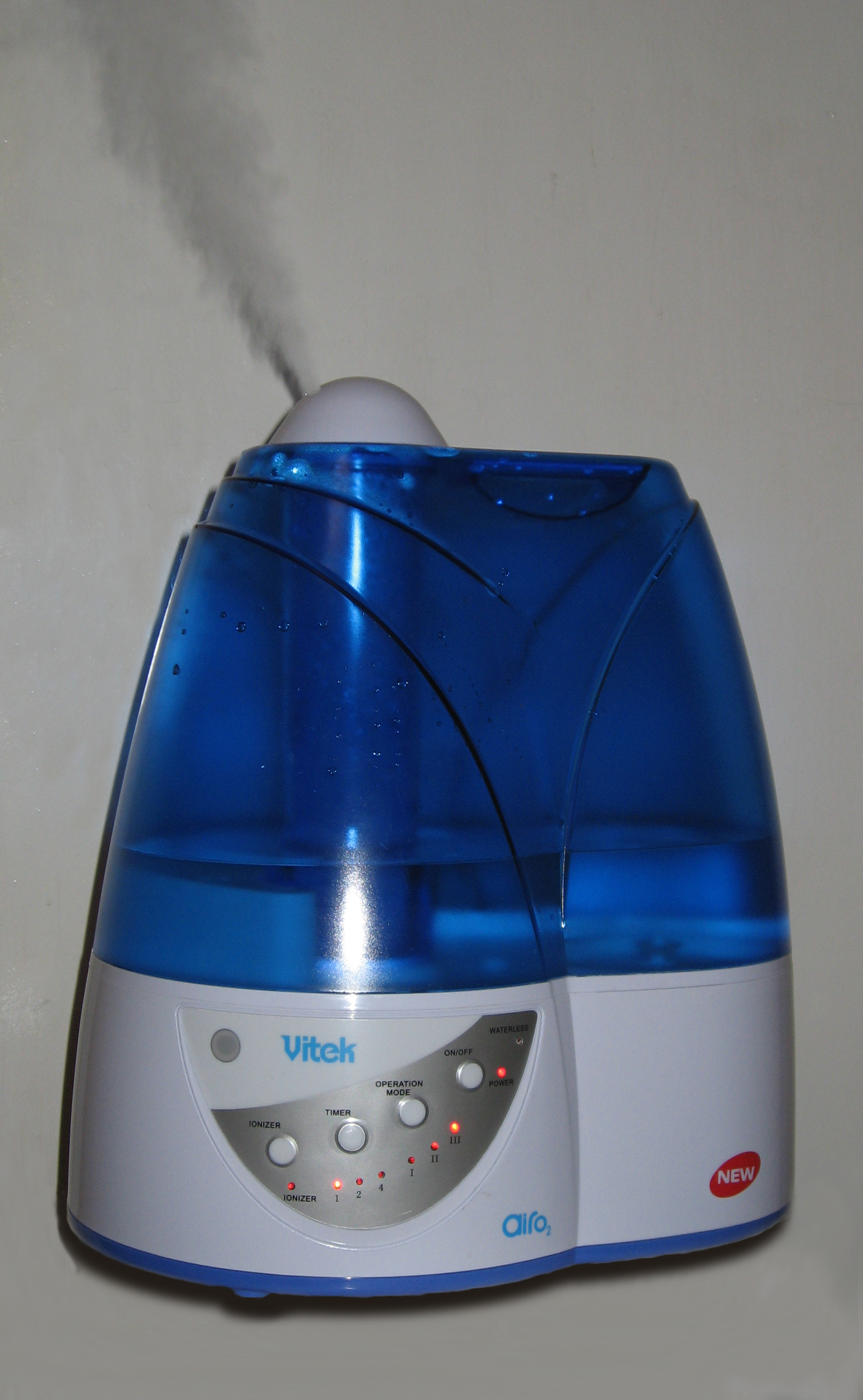
Um umidificador ou humidificador ultrasônico.

Um humidificador (português europeu) ou umidificador (português brasileiro) é um aparelho cuja função básica é manter a umidade relativa do ar dentro dos níveis recomendados para o ser humano. Recomenda-se que a (h)umidade seja mantida em 60% para que haja conforto respiratório e sensação de bem estar. 
Níveis baixos de (h)umidade podem acentuar os efeitos de alergias respiratórias, já que a umidade do ar é essencial para ajudar o organismo a eliminar as impurezas provenientes da aspiração do ar.
O uso contínuo de aparelhos de ar condicionado provoca a redução de (h)umidade do ambiente, aumentando a circulação de partículas no ar, provocando entre outros sintomas, a dificuldade respiratória e as alergias. Pessoas com bronquite, rinite e asma, precisam redobrar os cuidados.
O (h)umidificador de ar é utilizado em ambientes secos. Há diversos princípios de funcionamento. Um deles utiliza um emissor de ultrassom para criar minúsculas e leves gotas de água. Combinados a um ventilador, há a dispersão das gotas de água em forma de névoa sobre o ambiente.
Tipos de (H)umidificadores
Vapor
Normalmente chamado de "vaporizador", um (h)umidificador a vapor ferve água e joga vapor na sala. Essa é a tecnologia mais simples, e portanto mais barata, para (h)umidificar o ar. Modelos de impulsores mais baratos podem ser encontrados por menos de US$ 10 (cerca de R$ 22). Outra vantagem dessa tecnologia é que você pode utilizá-lo para fazer inalação com medicamentos para reduzir a tosse.
Impulsor
Nesse (h)umidificador, o disco de rotação lança água em um difusor em forma de pente. O difusor transforma a água em pequenas gotas que flutuam no ar. Essas gotinhas parecem neblina saindo do (h)umidificador.
Ultrassónico/Ultrassônico
Um (h)umidificador ultrassónico/ultrassônico usa um diafragma de metal que vibra em frequência ultrassónica/ultrassônica de 1,3 Mhz a 1,7Mhz, muito parecido com o elemento em um alto-falante de alta frequência, para criar gotinhas d'água. Um (h)umidificador ultrassónico/ultrassônico é normalmente silencioso e também produz uma neblina fria.
Sistema de pavio/evaporativo
O sistema de pavio usa um papel, pavio de pano ou espuma ou folha para tirar água do reservatório. Um ventilador na direção do pavio faz que o ar absorva a umidade. Quanto mais alta a umidade relativa, mais difícil de evaporar a água do filtro, e é por isso que esse tipo de (h)umidificador é auto-regulável: conforme a (h)umidade aumenta, a quantidade de vapor de água eliminado diminui.
Inventor
O inventor do (H)umidificador de Ar foi Willis Carrier, e o (H)umidificador foi inventado em 1900. 